# Sumrak idola
Sumrak idola (Götzen-Dämmerung) je jedno od Nietzscheovih zadnjih djela, dovršeno 30. rujna 1888. u Torinu. Sažetak je to njegovih kasnijih filozofskih stavova, “već ranije razrađivani problemi, no sad izneseni na sažetiji i zaoštreniji način”, a riječima samog Nietzschea “(…) vrlo smiono i precizno sastavljen sažetak mojih najbitnijih filozofijskih heterodoksija: tako da taj spis može poslužiti upućivanju i otvaranju apetita za moje Prevrednovanje svih vrijednosti (...)”. Iz ovoga je razvidno da je Nietzschea planirao nastaviti svoj intenzivni rad (1888. je napisao, osim Sumraka, još i Dionizove ditirambe, Ecce homo, Slučaj Wagner i Antikrista) i započeti svoje Prevrednovanje svih vrijednosti, no već u siječnju iduće godine doživljava duševni slom, koji je ujedno i označio kraj njegova stvaralaštva.

## Sumrak idola
Djelo je podijeljeno u 12 dijelova, slijedi kratki pregled svakog od tih.

### Predgovor; Poučne izreke i strelice
U Predgovoru iznosi Nietzsche namjeru spisa, "(…) čekićem postavljati pitanja i možda kao odgovor čuti onaj poznati šuplji ton koji ukazuje na nadute utrobe (...)", te pojašnjava da to "(…) nisu idoli nekog razdoblja, nego vječiti idoli", od kojih "(…) uopće nema starijih, osvjedočenijih, napuhanijih (…) a niti šupljijih…", iako "(…) to ne priječi da im se ponajviše vjeruje; i nikad ih se, osobito u najvažnijim slučajevima, ne naziva idolima…", čime iznosi ujedno i sadržaj djela, što će postati evidentno iz daljnjeg teksta.
Što se Poučnih izreka i strelica tiče, tu Nietzsche iznosi svoja mišljenja mnogo o čemu, ali ono što je usko povezano s filozofijom biva kasnije razrađeno, a ostalo će ovdje biti preskočeno.

### Problem Sokrata
Sokrat kao prvi dekadent, prvi od filozofa koji su prosudili da život ništa ne vrijedi, za što Nietzsche tvrdi da govori nešto o Sokratu, a ne samome životu, za koji smatra da mu se ne može procijeniti vrijednost jer je živo biće "objekt spora", a mrtvo ima drugi problem. Sokrat je niži tip, dekadent koji pribjegava dijalektici, koja "može biti jedino samoobrana u rukama nekoga komu je ponestalo drugih oružja", i Nietzsche postavlja pitanje nije li "dijalektika kod Sokrata samo oblik osvete?". Također smatra da je Sokrat uvidio da čitava Atena, pa i čitav svijet potrebuje to "osobno umijeće samoodržanja", jer su nagoni prijetili postati tiranima, bilo je potrebno "iznaći protu-tiranina koji je jači", što je njemu i njegovim sljedbenicima izgledalo upravo kao borba protiv dekadencije, no Nietzsche smatra da je "(...) svjestan život bez instinkata, suprotstavljen instinktima, sam bijaše samo bolest, jedna druga bolest (...)", za njega je "sreća jednaka instinktu", a ne umu tj. vrlini kao kod Sokrata.

### "Um" u filozofiji
Pogrešno je odbacivati osjetila kao varljiva jer su ona jedini realitet, i sve čime su se filozofi bavili do sada su bile "pojmovne mumije", a ono što su smatrali "istinskim svijetom" je "puka moralno-optička obmana", bulazniti o kojoj nema smisla. Nietzsche izjednačuje metafizikujezika i um, i smatra da se bitak "podmeće kao uzrok", nešto izvedeno iz koncepcije "ja" koju se projicira na sve stvari – um nije ništa objektivno, baš suprotno.

### Kako je "istinski svijet" konačno postao bajkom
Kako sam podnaslov ovog dijela kaže, opisuje se "povijest jedne zablude", u šest točaka Nietzsche ukratko iznosi progresiju od najstarijeg oblika ideje o istinskom svijetu do njegova konačnog odstranjenja, koji je "Podne; trenutak najkraće sjene; kraj najduže zablude; vrhunac ljudskog roda (...)".

### Moral kao protupriroda
Moral je životu stran i protuprirodan, želi ugušiti instinkte i zatrti strasti, služi onima koji su preslabi da nađu mjeru za svoje strasti, onima čiji su instinkti degenerirani, licemjerima koji kažu da život nije vrijedan življenja i onda nastavljaju živjeti, i čiji je sud o životu tek posljedica slabog, opadajućeg života u njima samima. Oduhovljenje osjetilnosti je ljubav, a oduhovljenje neprijateljstva još jedna pobjeda, jer je htijenje Crkve da uništi svoje neprijatelje imalo za posljedicu imoralizam.

### Četiri velike zablude
Zabludu zamjene uzroka i učinka Nietzsche naziva "izopačenošću uma" i smatra da nema opasnije zablude od te, objašnjavajući je na nekoliko primjera, od kojih bismo mogli citirati ovaj kao ponajbolji: "Crkva i moral kažu: 'Neko pokoljenje, neki narod će putem poroka i raskoši propasti.' Moj oporavljeni um kaže: kad neki narod propada, fiziološki degenerira, iz toga uslijede porok i raskoš (to će reći potreba za sve jačim i sve češćim podražajima, kakve poznaje svaka iznemogla narav)."
Zabluda lažne uzročnosti proizlazi iz vjerovanja "da se zna što je uzrok", Nietzsche postavlja pitanje odakle to vjerovanje, a potom prosljeđuje pokazati da je čovjek "projicirao svoje tri 'unutarnje činjenice', ono u što je najčvršće vjerovao: volju, duh i jastvo", stoga se ne treba čuditi da je u stvarima kasnije nalazio samo ono što je sam u njih umetnuo, jer je stvar sama, pojam stvari "refleks vjerovanja u jastvo kao uzrok", a kako, prema Nietzscheu, "uopće nema duhovnih uzorka", ta čitava teorija pada u vodu.
Zabluda imaginarnih uzroka zbiva se kada se "predodžbe koje je određeno stanje proizvelo pogrešno razumijeva kao njegove uzroke", uvijek želimo imati razlog zašto se osjećamo kako se osjećamo, "nikad nas ne zadovoljava naprosto utvrditi golu činjenicu da se tako i tako osjećamo", uvijek činjenicama pridodajemo motive, a činimo to jer "svesti nešto nepoznato na nešto poznato olakšava, smiruje, zadovoljava, povrh toga pruža osjećaj moći", i Nietzsche smatra da "čitavo područje morala i religije potpada pod taj pojam imaginarnih uzroka". 
Zabludu o slobodnoj volji Nietzsche objašnjava kao "smicalicu teologa", koja za cilj ima učiniti ljude "odgovornima" kako bi mogli biti krivi i kažnjavani, te tvrdi da "nitko nije odgovoran za to što uopće postoji, što je tako i tako ustrojen, što živi pod takvim okolnostima, u takvoj okolini", svrhu su ljudi izmislili, "u realitetu nedostaje svrha", čovjek je nužan i pripada cjelini, a kako se nju ne može osuđivati (jer ne postoji ništa izvan nje), ni čovjeka se ne može osuđivati.

### "Popravljači" ljudskog roda
Polazeći od toga da "nema nikakvih moralnih činjenica", već je moral samo "tumačenje određenih fenomena, bolje rečeno – krivo tumačenje", Nietzsche postavlja zahtjev filozofima da se "uzdignu nad iluziju moralnog prosuđivanja", moralom se željelo ljude "popravljati", tj. uzgajati jednu određenu vrstu ljudi, što Nietzsche uspoređuje s kroćenjem životinja u menažerijama – zvijeri se čine slabima, bolesnima i, na kraju, poslušnima, što je sudbina kakvu religija i moral namjenjuju i čovjeku, te još dodaje, uz svezi "popravljača ljudskog roda", da su sredstva kojima su se služili za provođenje morala bila "iz temelja nemoralna".

### Što Nijemcima nedostaje
Smatrajući da Nijemcima nedostaje duhovnosti, Nietzsche ih kritizira zbog srozavanja kulture,  trošenja na državu umjesto na kulturu, smatrajući da su jedna drugoj antagonistične, da se "jedna razvija na račun druge", i da "sva velika razdoblja kulture" jesu "razdoblja političkog opadanja", tj. da je kulturna veličina nešto "nepolitično, čak antipolitično". Kritizira i sustav višeg školstva, ustvrđujući da su potrebni "odgojitelji", a ne "više dadilje", navodeći probleme koji žive i danas, (a ako je suditi po trenutnom trendu u europskom obrazovanju, živjet će još dugo) te postavlja tri zadatka zbog kojih su potrebni odgojitelji – učiti gledati, učiti misliti i učiti govoriti i pisati.

### Izviđanja jednog nesuvremenoga
Ovdje Nietzsche izražava svoja mišljenja, među ostalim, o nekim kulturalnim ličnostima, i to na samo njemu svojstven način, no kako to nema puno veze s filozofijom u najužem smislu, preskočit ćemo njegovu kritiku Renana, Sainte-Beuvea, Imitatio Christi, G. Sand i T. Carlylea s jedne, a Emersona i Goethea s druge strane, dok je za G. Eliot bitno istaknuti njegovo mišljenje da je u Engleskoj "za svaku malu emancipaciju od teologije potrebno iznova stjecati čast na način koji najviše zastrašuje, kao fanatik morala", i da "engleskim plitkim glavama" nije razvidno da "kad se čovjek odrekne kršćanske vjere, time sebi ispod nogu izmiče pravo na kršćanski moral". Što se Schopenhauera tiče, osim afirmacije života nasuprot Schopenhauerovoj negaciji, čudi mu se jer je u ljepoti vidio "nagon za rađanjem zanijekanim", izbavljenje od spolnosti, čemu Nietzsche kao protuprimjer navodi Platona i njegovo zanos "lijepim mladićima" koji mu je poslužio kao poticaj na filozofiranje, kao i to da je "čitava viša kultura i literatura klasične Francuske iznikla iz tla interesa za spolnost".
Od ostalih ulomaka u ovom dijelu, najbitniji stavovi su:
Fiziološki uvjet za umjetnost je, smatra Nietzsche, "opojenost" (osjećaj porasta snage i ispunjenosti), a idealiziranje je davanje stvarima, ne oduzimanje od njih, i ta potreba da se preinačuje u ono savršeno – to je umjetnost, a "borba protiv svrhe u umjetnosti svagda je borba protiv tendencije moraliziranja u umjetnosti, protiv njena podređivanja moralu", ali to ne znači da je umjetnost nesvrhovita, jer je ona "veliki stimulans životu", što je stav suprotan Schopenhauerovom.
"Prosudba 'lijep' je taština vrste", svijetu je čovjek podario ljepotu, "ništa nije lijepo, jedino je čovjek lijep", dok "sve što je ružno slabi i žalosti čovjeka", stoga se "učinak ružnoće može mjeriti dinamometrom".
Nietzsche smatra da se "borba za život" događa, ali ne onako kako bi Darwin želio, već na štetu snažnih, "slabi uvijek iznova postaju gospodari nad jakima" jer su "lukaviji", imaju više "duha", pod kojima on podrazumijeva «oprez, strpljivost, lukavštinu, pretvaranje, veliko ovladavanje sobom i sve što je mimicry".
Neadekvatnost jezika – "naši doživljaji uopće nisu brbljavi", "ono za što imamo riječi, to je nešto što nam je već postalo izvanjsko", dakle, riječi ne mogu izraziti naše doživljaje ili osjećaje u potpunosti, već ih uvijek na neki način vulgariziraju.
Kritizira "altruistički" moral – "Ne tražiti svoju korist – to je naprosto smokvin list za jednu posve drugu, naime fiziološku činjeničnost: ne umijem više pronaći svoju korist", smatrajući da je to pobjeda dekadencije i degeneriranih instinkata, a sebičnost vrednuje ovisno o pojedincu, tj. predstavlja li on "uzlaznu" ili "silaznu" "liniju života".
Smatra da je "bolesnik parazit društva", te da je "u određenom stanju nepristojno je dalje živjeti", što čini prilično očitim na koju bi stranu on stao u današnjim debatama o eutanaziji.
Kada bi se "gospoda pesimisti" ubili, iz života bi se "uklonilo jedan prigovor", pesimizam se dokazuje "tek putem samoopovrgavanja gospode pesimista", kaže on, dovodeći pesimistički odnos prema životu do njegova ekstrema.
Sloboda je "to da se ima volju za samoodgovornost". Sloboda je za jaki, ratnički tip čovjeka, nešto što se "ima i nema, što se hoće, što se osvaja.".
Moderne institucije su bezvrijedne, jer su instinkti iz kojih institucije izrastaju i sami izgubljeni, "da bi bilo institucija, mora postojati neka vrsta volje, instinkta, do srži protu-liberalnog: volja za tradiciju, za autoritet, za odgovornost stoljećima koja dolaze (...)", a to je, smatra Nietzsche protivno naravi "modernog duha".
"Ljepota nije slučajna", proklamira on, ustvrđujući da "sve što valja je nasljedstvo", potrebno je za i na ljepoti raditi, a za to "najprije treba pridobiti tijelo", čega su se stari Grci pridržavali, stoga Nietzsche smatra da su "prvi kulturni događaj u povijesti".

### Na čemu sam zahvalan starima
U ovom dijelu govori Nietzsche o svom ukusu, stavljajući Rimljane iznad Grka, bar po pitanju stila, i priznajući ambiciju "oko rimskog stila" u svojim djelima.

### Govori čekić
Ovaj dio je zapravo ulomak iz Tako je govorio Zaratustra, dijalog između kuhinjskog ugljena i dijamanta, čija je poanta izražena u rečenici "svi stvaraoci su, naime, tvrdi".

## Utjecaj
Jednako je toliko teško govoriti o utjecaju Sumraka idola koliko je lako govoriti o utjecaju Nietzschea, tj. njegovog opusa u cijelosti. Sumrak idola se uglavnom ne svrstava pod glavna njegova djela, nisu mu posvećene mnogobrojne studije, kao što je to slučaj s Zaratustrom, primjerice, i, naposljetku, Nietzsche tu ne iznosi skoro ništa novo. No, on sam je njime prezadovoljan, naziva ga "iznimkom među knjigama"  i kaže da "ne postoji ništa bogatije supstancijom, neovisnije, prevratnije – pakosnije"
Jedan od uzroka relativne opskurnosti radova koji se bave Sumrakom idola je i činjenica da u tom djelu sam Nietzsche pojašnjava, na poprilično shvatljiv način, stavove koje iznosi (a koji su, kako je prije rečeno, već prije izrečeni), stoga je to djelo moglo eventualno nekome poslužiti kao potvrda tumačenja nekog od njegovih prijašnjih djela.

## Sažetak
Najvažnijima u Sumraku idola mogli bismo smatrati kritiku Sokrata, uma u filozofiji te morala, i dijagnozu "četiri velike zablude", a od tih je tema morala najvažnija i najzastupljenija u djelu, stoga zaslužuje da se ovdje na njoj malo duže zadržimo. Nietzsche odbacuje stari moral, a sebe nazivlje "imoralistom", i to stoga što je "moral najveći neprijatelj samosvojnoj i slobodnoj individualnosti",  a ljudi bi se trebali postaviti "s onu stranu dobra i zla", no njegov "napad na moral nije drugo do negacija morala pomoću drugog morala",  morala imoralizma, koliko god to paradoksalno zvučalo. 
No, da parafraziramo Nietzschea, to još uvijek nije prigovor protiv njega, pogotovo obzirom na činjenicu da on sam spominje "stare istine" i "dosadašnji moral", što je možda D. Grliću dalo povoda za tumačenje da je sam Nietzsche shvatio da se nije maknuo s platforme etičkog suđenja, no jednako tako je moguće da je Nietzsche bio u potpunosti svjestan svoje pozicije, no odbijao je svoj moral nazivati moralom zbog negativnih konotacija što ih je taj pojam nosio prije njega.
Neovisno o tome, kao i vrijednosti Nietzscheovih filozofskih stavova uopće, ovo djelo, kao i većina njegovih djela, oduševljava snagom svog stila, ono je "vedar i koban, demon koji se smije", i nije izvjesno da će se to promijeniti, usprkos svim umornim uzdasima, što rastući popis radova o njemu i njegovim djelima i dokazuje.